# Margaretha Susanna von Kuntsch
Margaretha Susanna von Kuntsch, nacida Förster, (Allstedt, 7 de septiembre de 1651 - Altemburgo,  27 de marzo de 1717) fue una escritora alemana.

## Trayectoria
Hija de un abogado y funcionario judicial, nació en Allstedt y creció en Altenburg. En su juventud recibió lecciones de latín y francés, lo que se consideró inadecuado para una niña de clase media. También recibió la educación tradicional para una mujer, considerada como apropiada para el género femenino. El 24 de agosto de 1669 se casó con el Consejero de la Corte, Christoph von Kuntsch (1640-1724), con quien se mudó a Eisleben y después regresó a Altenburg, donde pasó el resto de su vida. Murió en 1717. 
Von Kuntsch escribió numerosos poemas, que a menudo trataban de la muerte de sus hijos. De ocho hijos y seis hijas, solo le sobrevivió una hija. Los géneros líricos que cultivó fueron variados, madrigales, sonetos y odas, cantatas y una opereta. Su nieto Christoph Gottlieb Stockmann publicó su obra en 1720. 

## Obra
- Sämmtliche Geist- und weltliche Gedichte. Neue Buchhandlung, Halle im Magdeburgischen 1720.[3]